# Kerigma
Il kèrigma (o chèrigma), traslitterazione di κήρυγμα (dal greco: κηρύσσω, kēryssō, che letteralmente significa: "gridare" o "proclamare", come un banditore), è la parola usata nel Nuovo Testamento per indicare l'annuncio del messaggio cristiano (vedi Matteo 3,1-2, Luca 4,18-19 e Romani 10,14).

## Il kerigma nel Vangelo
Si legge nel Vangelo di Luca che quando Gesù Cristo cominciò il suo ministero pubblico, entrò nella Sinagoga di Nazaret, ricevette il rotolo del profeta Isaia, lo aprì e trovò il passo dove era scritto:
(Luca, 4, 18-19.21)
L'affermazione pronunciata da Gesù in quel momento è il kerigma o "annuncio della buona notizia" e costituisce la base di ogni successivo insegnamento che Gesù rivolse ai propri discepoli e di tutta la predicazione che a loro volta questi effettuarono dopo essere divenuti testimoni della Risurrezione e aver ricevuto forza dallo Spirito Santo.
Lo stesso contenuto si trova espresso in altra forma nel Vangelo di Marco:
(Marco, 1,14-15)

Nel Vangelo di Matteo inizialmente è Giovanni Battista che dice: 
 In seguito Gesù stesso dice: 

## Il kerigma nella predicazione apostolica
Nella predicazione apostolica il kerigma è il centro dell'annuncio cristiano del Vangelo, e consiste nella proclamazione della morte e risurrezione di Gesù Cristo, fatto sotto l'azione dello Spirito Santo da chi ne è stato testimone.
Il primo discorso pubblico tenuto da Pietro, subito dopo la discesa dello Spirito Santo sugli Apostoli, contiene già la prima formulazione del kerigma, così come veniva annunciato dalla primitiva comunità cristiana:
(Atti degli Apostoli 2,22.32.36)
Più articolato è il kerigma annunciato da Paolo nelle sue lettere e riflette pienamente la personalità, la storia e l'esperienza personale dell'Apostolo. Egli era stato dalla parte degli assassini di Gesù, tra coloro che perseguitavano i suoi seguaci. Nonostante la diversità tra le due figure, Pietro e Paolo fanno la medesima esperienza e cioè che Gesù moriva proprio per loro e a causa loro.
All'annuncio del kerigma ricevuto e all'enumerazione delle successive apparizioni di Gesù risorto ai suoi, Paolo aggiunge, alla fine, anche il racconto del proprio personale incontro con Gesù, avvenuto sulla via di Damasco:
(Prima lettera ai Corinzi, 15, 3-8)

## Figure kerigmatiche nell'Antico Testamento
Tutte le caratteristiche di una predicazione kerigmatica, dall'annuncio "araldico" di un tempo che si è compiuto all'invito al pentimento e alla conversione del cuore, si riscontrano, ad esempio, nella vicenda del profeta Giona e nelle poche e oscure parole da questi rivolte, per comando di Dio, agli abitanti di Ninive:
(Giona 3, 2-5.10)

## Il kerigma e la Chiesa cattolica
Secondo il teologo Piero Coda:
(Piero Coda, Kerigma, in Dizionario di Teologia Fondamentale, a cura di Fisichella e Latourelle, Assisi, Cittadella, 1990, p. 403)
La riscoperta, in epoca moderna, dell'importanza fondamentale del kerigma si deve soprattutto agli studi e all'impegno di teologi protestanti come Karl Barth (1886-1968) e Rudolf Bultmann (1884-1976) ai quali si affiancarono, dal versante cattolico, Franz Lakner (1900-1974), Hugo Rahner (1900-1968) e Karl Rahner (1904-1984).
Successivamente il Concilio Ecumenico Vaticano II ha ampiamente riaffermato nei suoi documenti la necessità di una evangelizzazione di tipo kerigmatico, da rilanciare anche in terre e nazioni tradizionalmente considerate cristiane ma ormai soggette al fenomeno della scristianizzazione.
Si deve a Giovanni Paolo II l'impegno per una "Nuova evangelizzazione", proposto soprattutto alle nuove generazioni e più volte riconfermato in occasione delle Giornate mondiali della gioventù.
Papa Francesco dedica al kerigma l'ultimo sottocapitolo del capitolo terzo della sua esortazione apostolica Evangelii gaudium. e ne fa una spiegazione per esteso nel capitolo quarto dell'esortazione apostolica Christus vivit.

## Nei Padri della Chiesa
Il trattato Sullo Spirito Santo  di Basilio di Cesarea introduce una distinzione fra kerygma contenuto nei Padri e nella Scrittura, ma tramandato tramite la predicazione orale dentro e fuori dalla Chiesa, e dogma che è la dottrina affidata ai testi scritti (Rivelazione , Magistero) per chiarirne il significato.
Il kerygma è la verità proclamata dai catecumeni davanti all'assemblea dei fedeli riuniti in chiesa per il Battesimo.